# 海老名南ジャンクション
海老名南ジャンクション（えびなみなみジャンクション）は、神奈川県海老名市門沢橋にある新東名高速道路（新東名）と首都圏中央連絡自動車道（圏央道、さがみ縦貫道路）を結ぶジャンクション (JCT)。

## 解説
新東名の起点である。新東名は当JCTから横浜方面へ延伸可能な構造になっており、約300メートル東のJR相模線との交差直前まで土地（NEXCO中日本が管理する空き地）が確保されているが、当JCT以東は基本計画区間であり未着手である。
圏央道の当JCTから海老名ICまでの区間は第一東海自動車道（高速自動車国道）の一部であり、反対に当JCTから茅ヶ崎JCT方面は国道468号（一般有料道路）である。そのため、本線やランプウェイには「ここから一般有料道路」「ここから高速自動車国道」などの標識が設置されている。
圏央道の当JCTから海老名ICまでの区間、新東名の当JCTから厚木南ICまでの区間は事業認可で定められた大都市近郊区間である。

## 歴史
- 2012年（平成24年）
  - 5月15日 -  当JCTの名称が仮称と同じ「海老名南JCT」で正式決定[5]。
- 2015年（平成27年）
  - 2月22日 - 圏央道の寒川北IC - 当JCT間で「寒川・海老名市民ウォーキング」を開催。
  - 3月8日 - 寒川北IC - 海老名JCT間が開通。この時点では当JCTは未供用[6]。
- 2017年（平成29年）
  - 12月24日 - 新東名の厚木南IC - 海老名南JCT間で「新東名あつぎウォーク」を開催。
- 2018年（平成30年）
  - 1月28日 - 新東名の当JCT - 厚木南IC間の開通に伴い供用開始[1][7]。

## 接続する道路
- E1A 新東名高速道路（1番）
- C4 首都圏中央連絡自動車道（圏央道）（1番）

## 隣
E1A 新東名高速道路
(1) 海老名南JCT - (2) 厚木南IC
C4 首都圏中央連絡自動車道（さがみ縦貫道路）
(27) 寒川北IC - (1) 海老名南JCT - (4-2) 海老名JCT